# Richard Paul Wagner

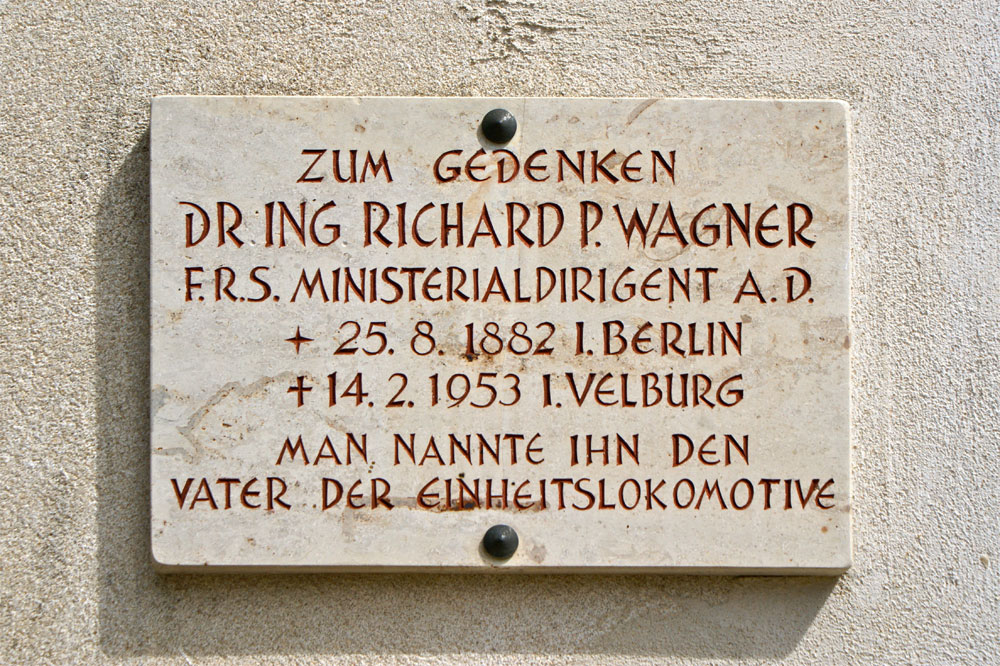
Gedenktafel an der Friedhofskirche St. Anna in Velburg

Richard Felix Paul Wagner (* 25. August 1882 in Berlin; † 14. Februar 1953 in Velburg) war ein deutscher Maschinenbauingenieur und Eisenbahn-Baubeamter, der von 1923 bis 1942 als Leiter des Dezernats 23 – Bauart der Dampf- und Motorlokomotiven im Reichsbahn-Zentralamt in Berlin wirkte.

## Leben
Der als Sohn eines Berliner Fuhrunternehmers geborene Wagner studierte nach der Ostern 1901 abgelegten Reifeprüfung an der Technischen Hochschule (Berlin-)Charlottenburg Maschinenbau mit dem Ziel, später als Maschinenbauingenieur bei der staatlichen Eisenbahnverwaltung tätig zu werden. Aufgrund des 1902 erfolgten Wegfalls der Unterscheidung zwischen Diplom-Hauptprüfung und  erstem Staatsexamen wurde ihm nach der bestandenen Prüfung im März 1906 der akademische Grad Diplom-Ingenieur in der Fachrichtung Verkehrs-Maschineningenieur verliehen. Nach Abschluss des Studiums begann er als Regierungsbauführer das Referendariat im Dienst der preußischen Eisenbahnverwaltung, das er mit dem Bestehen des zweiten bzw. großen Staatsexamens im Frühjahr 1909 (als Jahrgangsbester) beendete. Es folgten Studienreisen nach Großbritannien und in die USA, danach verschiedene Tätigkeiten im Staatseisenbahndienst, unter anderem als wissenschaftlicher Mitarbeiter einer Maschineninspektion und als Abnahmebeamter. Mit Beginn des Ersten Weltkriegs wurde er auf seine Bitte hin in den Feldeisenbahndienst abkommandiert, wo er die Maschinenämter von Sedan, Conflans und Lille leitete. Nach Kriegsende und Entlassung aus dem Feldeisenbahndienst war Wagner zunächst neben weiteren Tätigkeiten als Abnahmebeamter auch zeitweise mit Aufgaben zur Auflösung des Militäreisenbahnwesens betraut.
Zum 1. April 1920 übertrug man ihm die Leitung des Lokomotiv-Versuchsamts Berlin-Grunewald. Während Wagners Zeit als Versuchsamtsvorstand erfolgten u. a. umfangreiche Untersuchungen der sogenannten Tierklasse der Halberstadt-Blankenburger Eisenbahn, der preußischen P 10 und der sächsischen XX HV. 1922 wurde Wagner Mitglied des Engeren Ausschusses zur Vereinheitlichung von Lokomotiven und ab dem 1. Oktober 1922 auftragsweise Mitarbeiter im Reichsbahn-Zentralamt zwecks einer ein halbes Jahr dauernden Einarbeitung in die Position des Bauartdezernenten durch den Amtsvorgänger Lübken. 1923 wurde er sodann zum Dezernenten für die Bauart der Lokomotiven bestellt. Zunächst trug Wagner den Titel Regierungsbaurat, nach Beförderung am 1. Oktober 1924 Oberregierungsbaurat und nach Gründung der Deutschen Reichsbahn-Gesellschaft Reichsbahnoberrat. 1935 erfolgte eine weitere Beförderung zum Reichsbahndirektor und 1938 zum Abteilungspräsidenten.
1942 musste Wagner auf Druck von Gerhard Degenkolb als Dezernent zurücktreten, nachdem ihm eine Mitschuld an der Transportkrise der Deutschen Reichsbahn im Zweiten Weltkrieg gegeben worden war. Er wurde – offiziell auf eigene Bitte hin – zum 1. Juni 1942 aus gesundheitlichen Gründen in den Ruhestand versetzt, sein Nachfolger wurde Friedrich Witte. 1946 übernahm er auf Wunsch der britischen Besatzungsbehörden für kurze Zeit nochmals das Amt des Beschaffungsdezernenten in der Bizone und ging 1947 dann endgültig in den Ruhestand. Ab 1948 war er ehrenamtlich bis zu seinem Tod Vorsitzender des Lokomotiv-Normenausschusses, dessen Mitglied er schon seit 1920 war. Des Weiteren wirkte er in der Forschungsgemeinschaft Sintermetalle und öllose Lagermetalle mit und meldete auch noch diesbezügliche Patente an.

## Tätigkeit als Bauartdezernent

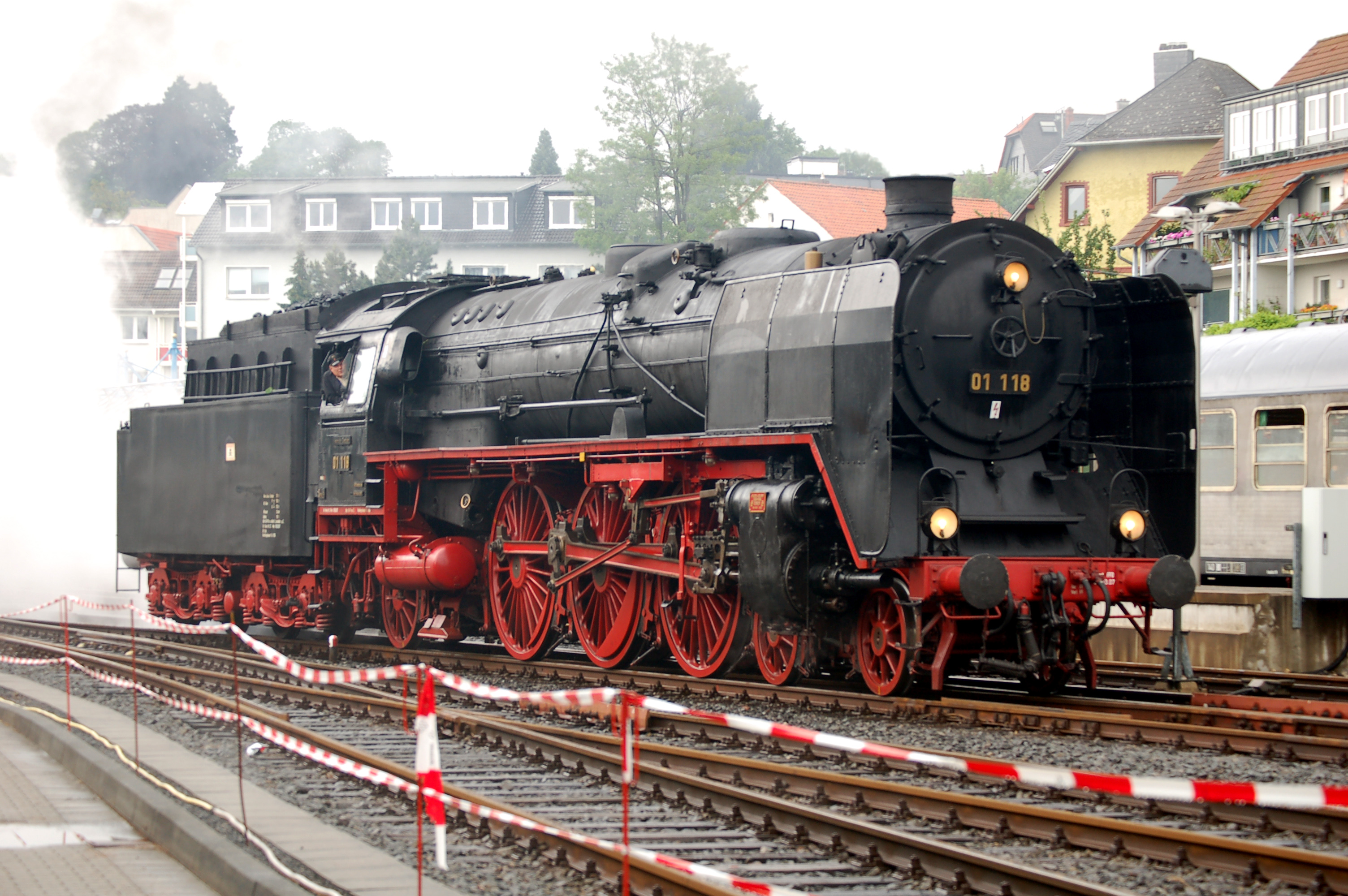
Schnellzuglokomotive der Baureihe 01, typische Einheitslokomotive Wagnerscher Konzeption

### Einheitslokomotiven
Die 1920 neu gegründete Deutsche Reichsbahn ließ ein Typenprogramm leistungsfähiger und einheitlicher, d. h. nach Grundsätzen des Norm- und Austauschbaus gestalteter Dampflokomotiven für alle Zugförderungsaufgaben entwickeln, um die vielfältigen, oft veralteten und leistungsschwachen Maschinen der Länderbahnen abzulösen. Zwar wurden zunächst einige der jüngsten Länderbahn-Konstruktionen weitergebaut, alsbald jedoch mit genormten Bauteilen und Anschlussmaßen. Mit der Entwicklung der Einheitsdampflokomotiven für die Deutsche Reichsbahn konnte Wagner seine Vorstellungen von einem rationellen Bau und Betrieb von Dampflokomotiven durchsetzen: Möglichst kleine Zahl von Lokomotivtypen, Vermeidung von Unter- und Sonderbauarten, lehrenhaltige, präzise Fertigung der Bauteile (Passungssystem) und vordefinierte Ausbesserungsstufen zwecks leichter Austauschbarkeit von Teilen bzw. Ersatzteilen ohne Nacharbeit an diesen selbst und die Verwendung möglichst vieler Gleichteile bzw. Baugruppen über die verschiedenen Lokbauarten hinweg. So entstand zu seiner Zeit ein Lokomotivbaureihenprogramm im von allen deutschen Lokomotivherstellern mit Ingenieuren beschickten Vereinheitlichungsbüro unter der Leitung von August Meister. Wagner steuerte zusammen mit Meister die Gestaltung der Entwürfe und genehmigte ihre Ausführung.
Wagner war geprägt durch seine Erfahrungen bei den Eisenbahnregimentern im Ersten Weltkrieg: Häufige Ausfälle der Lokomotiven und Probleme bei der Ersatzteilbeschaffung und Instandhaltung als Folge der großen Baureihenvielfalt der Länderbahnlokomotiven und der mangelnden Vereinheitlichung der Bauteile. Daraus leitete Wagner den Bedarf für einfache und wartungsfreundliche Konstruktionen ab und hat im Ergebnis einen teilweise sehr zielführenden, teilweise aber auch eher lähmenden Einfluss bei der Konzeption der Einheitslokomotiven gehabt. So hielt Wagner an einer zwar brennstoffsparenden, aber im Betrieb unelastischen Kesselbauart fest („Wagnerscher Langrohrkessel“) und sprach sich vehement gegen bestimmte Bauarten von Hochleistungskesseln aus, so zum Beispiel gegen die Verwendung eines Verbrennungskammerkessels zur Erhöhung der Strahlungsheizfläche und thermischen Entlastung der Rohrwand. Die Anwendung des Vierzylinder-Verbundtriebwerks lehnte er gleichfalls strikt ab – abgesehen von den Versuchsbauarten mit Mittel- bzw. Hochdruckkesseln, wo es zur vollständigen Ausnutzung des Dampfdrucks unumgänglich war. Vierzylinder-Verbundtriebwerke waren jedoch bei den deutschen Länderbahnen (zum Beispiel die Bayerische S 3/6) oder in anderen Ländern (wie bei den Konstruktionen von André Chapelon in Frankreich) trotz des höheren Wartungsaufwands sehr erfolgreich. Während der Versuchsdezernent Hans Nordmann nach Dienstreisen nach Frankreich und Versuchsergebnissen an der von Krupp gebauten norwegischen Type 49, einer Vierzylinderverbund-Schnellzuglokomotive, hinsichtlich der von ihm bislang ebenfalls verfochtenen Priorisierung des Wagnerschen Langkessels und des Zweizylinderantriebs skeptisch wurde, blieb Wagner bei seiner Ablehnung.

### Typenprogramm
Das von Wagner mitgestaltete Typenprogramm für die Einheitsdampflokomotiven konnte bei der Deutschen Reichsbahn aus wirtschaftlichen Gründen nur in beschränktem Umfang umgesetzt werden. Auch der verzögerte Streckenausbau auf 20 t Achslast bremste die Beschaffung. Kleinere und leichtere Maschinen wurden dagegen in beachtlicher Stückzahl gebaut und bewährten sich gut. Andere Baureihen erschienen gar nicht oder es wurden nur wenige Versuchslokomotiven bzw. Vor- und Kleinserien geliefert. Erst mit den einsetzenden Kriegsvorbereitungen des „Dritten Reichs“ wurden von den schweren 1'E-Güterzuglokomotiven (Baureihe 44) des Typenprogramms, den zunächst nicht vorgesehenen leichten 1'E-Maschinen (Baureihe 50) und besonders den daraus entwickelten Kriegslokomotiven außerordentlich große Stückzahlen gebaut. Entwicklung und Bau der Kriegslokomotiven fallen aber bereits unter die Verantwortung von Gerhard Degenkolb und Friedrich Witte nach Wagners Ausscheiden.
Als Höhepunkt seiner Tätigkeit kann der Geschwindigkeitsweltrekord mit der Schnellfahrlokomotive der Baureihe 05 gelten. Wagners Werk sind auch die größten deutschen Dampflokbaureihen 06 und 45, deren Erfolg allerdings, nicht zuletzt wegen Wagners starrer Baugrundsätze (s. o.), ausblieb.

## Windleitbleche
Der Name Wagner ist bei vielen Eisenbahnfreunden hauptsächlich durch die sogenannten Wagner-Windleitbleche bekannt, d. h. die genormten großen Windleitbleche der Einheitsdampflokomotiven; dieses Bauteil stellt aber nur einen kleinen Teil seines Wirkens dar und ist auch nie offiziell nach ihm benannt worden.

## Auszeichnungen
1931 wurde Wagner für seine Verdienste bei der konstruktiven Entwicklung der Dampf- und Öl-Lokomotiven die Ehrendoktorwürde der Technischen Hochschule Aachen verliehen. Der Verein britischer Lokomotivingenieure verlieh ihm 1936 seine goldene Verdienstmedaille. 1942 wurde er mit dem Kriegsverdienstkreuz ausgezeichnet.